# Hypogastrura cellaris
Hypogastrura cellaris är en urinsektsart som först beskrevs av Hercule Nicolet 1842.  Hypogastrura cellaris ingår i släktet Hypogastrura och familjen Hypogastruridae. Inga underarter finns listade i Catalogue of Life.